# Eugen Pleško
Eugen Pleško (Zagreb, 10 de novembro de 1948 – Zagreb, 4 de fevereiro de 2020) foi um ciclista croata.
Representando a Iugoslávia, competiu na prova individual do ciclismo de estrada nos Jogos Olímpicos de Verão de 1972, disputada na cidade de Munique, Alemanha Ocidental. Foi um dos participantes que não conseguiram terminar a corrida.
Pleško morreu no dia 4 de fevereiro de 2020, aos 71 anos.